# Lodi, New York
Lodi är en kommun i Seneca County i delstaten New York, USA.